# Saqaliba

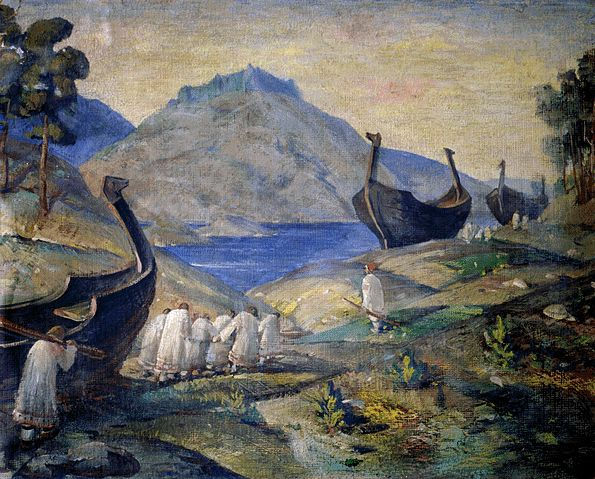
Volok by Roerich

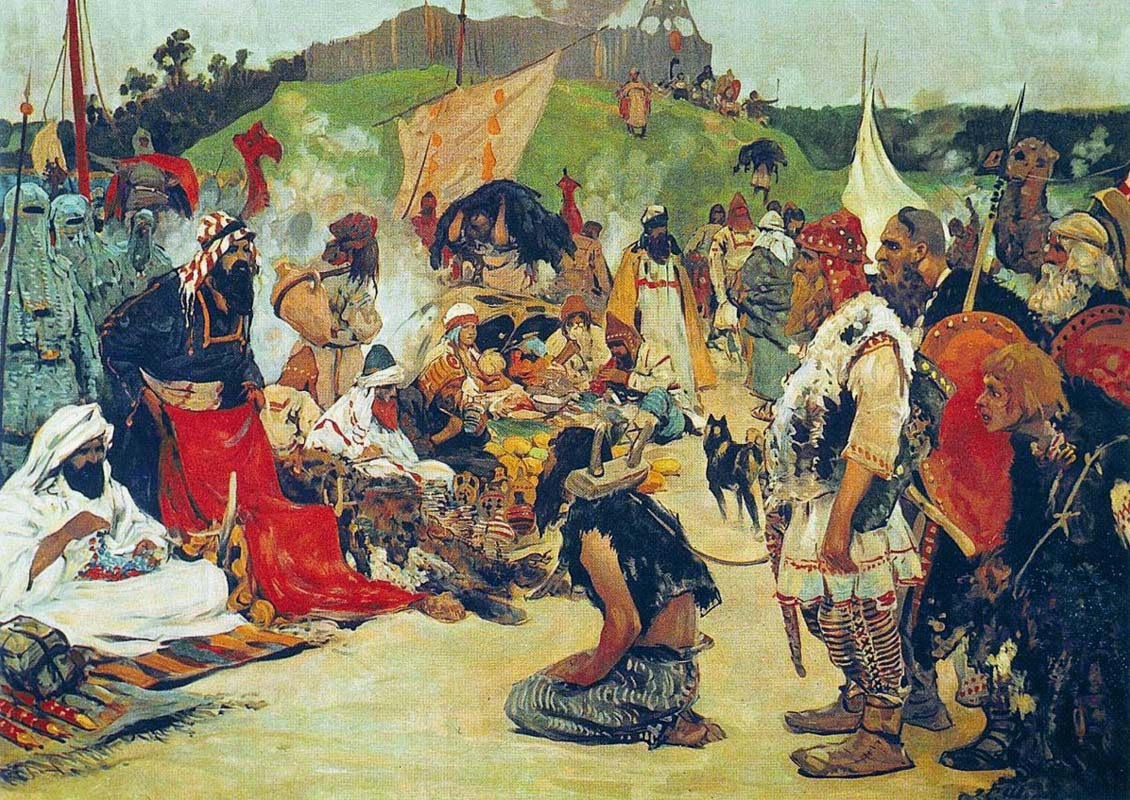
S. V. Ivanov. Trade negotiations in the country of Eastern Slavs. Pictures of Russian history. (1909)

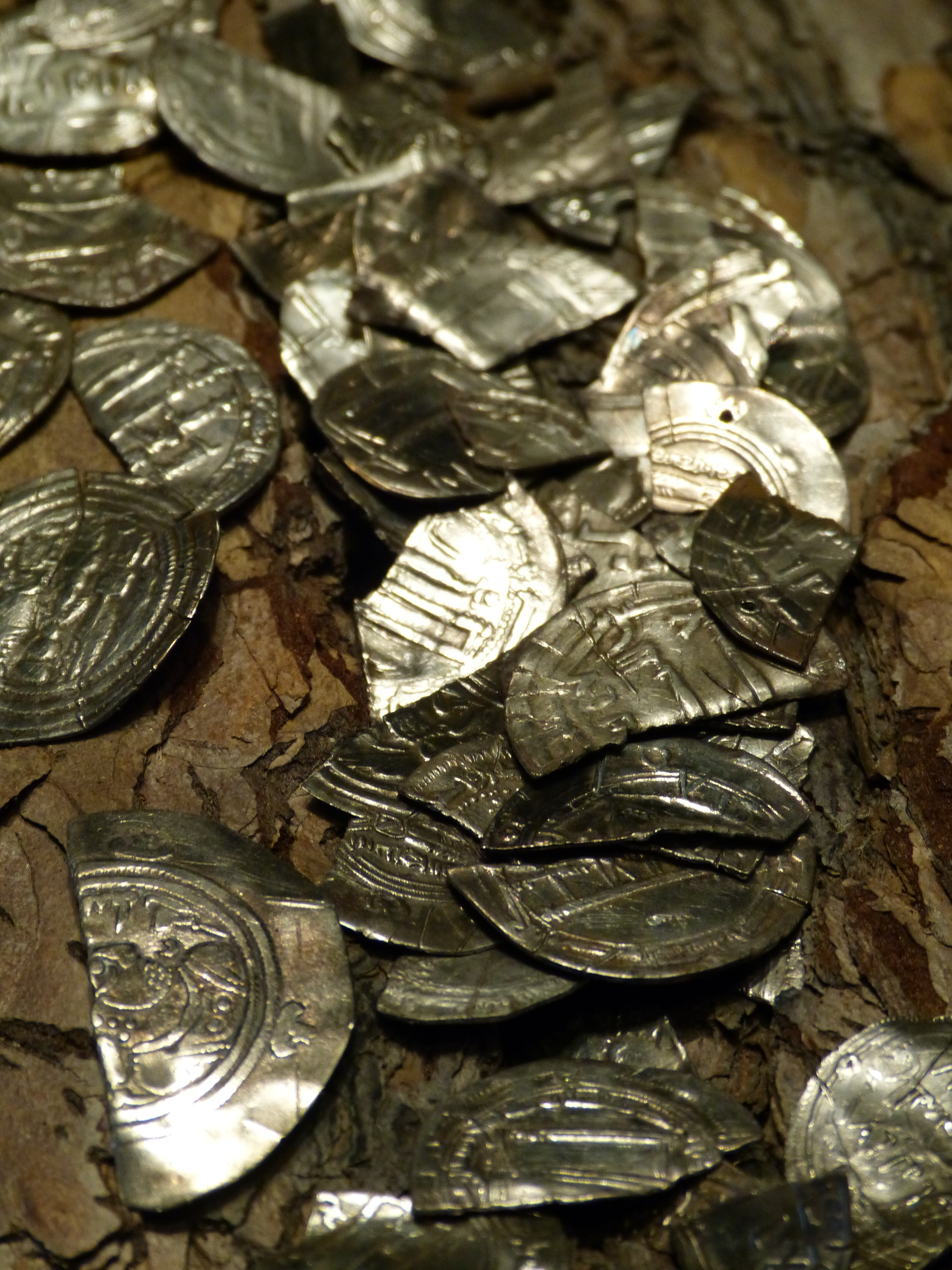
Skatt från Anklam 2

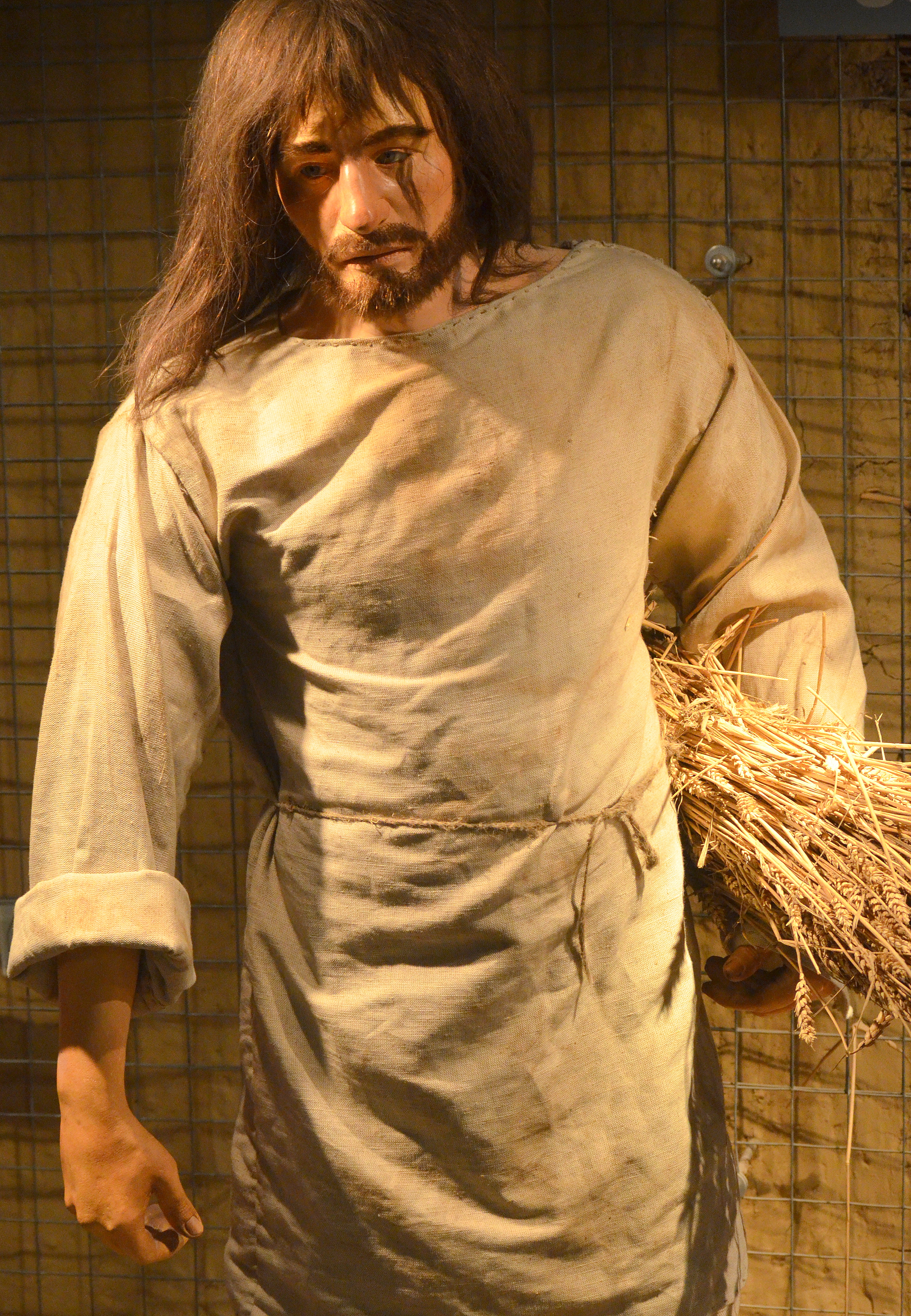
Slav cirka 800 e.Kr., Kraków

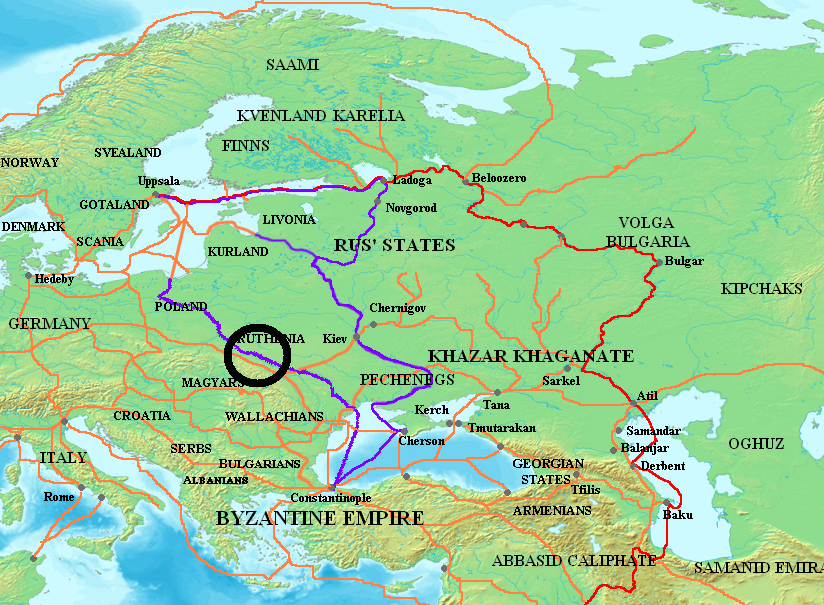
Grody czerwienskie szlaki

Saqaliba (Arabiska: صقالبة, sg. ṣaqlabī) var en term som användes i medeltida arabiska källor för att beskriva slaver och andra personer från centrala, södra och östra Europa, främst men inte enbart i egenskap av slavar. Termen härstammar från det grekiska ordet slavos/sklavenos (slav), vilket i hispano-arabiska kom att beteckna först slaviska slavar och sedan utländska slavar i allmänhet.
Termen användes oftast för att beskriva slaviska slavar, men kunde också användas för att beskriva alla personer från centrala, södra och östra Europa som såldes av araber, liksom alla europeiska slavar i muslimska länder som Al-Andalus, inklusive icke slaviska européer så som de kristna portugiser och spanjorer som kidnappades från kristna kungariken på iberiska halvön under arabiska slavräder. 
Liksom europeiska slavar kallades för saqaliba, kallades afrikanska slavar för zanj.

## Bakgrund
Eftersom islam förbjöd muslimer att hålla andra muslimer som slavar hämtades slavar från den icke muslimska världen: från både Europa i norr och Afrika i söder.  Denna slavhandel är känd redan under 600-talet.  
Termen saqaliba, som var arabers namn för vita slavar och som ofta har sagts betyda slaver, torde inte beteckna etnicitet i praktiken, eftersom många som föll offer för inte var slaver, även om dessa var en vanlig kategori: bland saqaliba fanns även andra etniciteter som balter, litauer och finsk-ugrier. 
Slavar från norra och nordöstra Europa kallades för slaver i södra Europa även om de var av icke slavisk etnicitet.

## Slavhandeln
Under tidig medeltid fanns det flera huvudrutter för europeiska slavar till arabvärlden: från  Centralasien kom östeuropéer genom mongoliska, tatariska och khazariska slavhandlare via slavhandeln i Khazarriket, slavhandeln på Svarta havet och slavhandeln i Bukhara; från Balkanhalvön kom sydslaver via slavhandeln på Balkan; och européer från västra och centrala Europa kom till Mellanöstern genom slavhandeln i al-Andalus. 
Enligt Ibrahim ibn Jakub ska mycket av denna handel under 900-talet ha dominerats av radaniter. Denna slavhandeln ersattes från slutet av medeltiden med slavhandeln på Krim och slavhandeln på Barbareskkusten. 
Två slavleder gick genom Västeuropa till Medelhavet via Elbe; en rutt via Koblenz-Verdun-Arles-Saone-Rhone till Almeria vid Medelhavet; den andra rutten gick från brittiska öarna och Nordsjön via Rhen till Frankrike, och vikingar exporterade hedningar som slavar till både kristna och muslimer.

### Östslaviska slavhandeln via Ryssland
Se även: Slavhandeln på Svarta havet och Slavhandeln i Bukhara
En rutt för slavhandeln gick från östra Europa via Ryssland till Centralasien och därifrån vidare till Mellanöstern och Arabvärlden via Iran.
Under den äldre medeltiden var Svarta havet en genomfartsled för slavhandeln längs Volgas handelsrutt, och slavar exporterades av vikingarna från Östersjön till Bysans via floderna och Svarta havet, eller sålde dem till arabiska slavhandlare som förde dem till Abbasidkalifatet via Kaspiska havet, Samanidernas rike (slavhandeln i Bukhara) och Iran.
Termen saqaliba, som var arabers namn för vita slavar och som ofta har sagts betyda slaver, torde inte beteckna etnicitet i praktiken, eftersom många som föll offer för inte var slaver, även om dessa var en vanlig kategori: bland saqaliba fanns även andra etniciteter som balter, litauer och finsk-ugrier.
Vikingarna tillfångatog slavar från hela Västeuropa, från de brittiska öarna i norr till Spanien i söder, som sedan fördes till hembaserna i Skandinavien och därifrån vidare mot Svarta havet i sydöst eller söderut in i Frankrike. Den tyska prästen Rimbert beskrev hur han på 800-talet bevittnade ett långt tåg av fastkedjade kristna slavar från västra Europa fösas fram i danska Hedeby; en av kvinnorna sjöng en psalm högt för att identifiera sig själv som en nunna, och han lyckas köpa henne fri genom att byta henne mot sin häst. 
Fram till 800-talet exporterade vikingar slavar längs Weichsel-Wisla och Donau till Svarta havet. 
På 800-talet flyttade vikingarna sin slavled från Östersjön till Svarta havet via Ladoga, Novgorod och Msta-floden; samt till Kaspiska havet via Volgas handelsrutt.
Muslimer fick inte hålla andra muslimer som slavar, och det fanns därför en stor efterfrågan på icke muslimska trälar i Mellanöstern. 
I detta fall sålde vikingarna både hedningar och kristna som trälar till Mellanöstern. Araberna kallade dessa vita slavar för saqaliba, och de var troligen både slaver, balter och finnar samt från västra Europa.
Denna slavled fungerade från åtminstone 786 till 1009, när silvermynt från Samaniderna hittats i Skandinavien, och de människor som kidnappades under vikingarnas räder i Västeuropa såldes troligen  just av vikingarna till araberna i Centralasien, en handel som var så lukrativ att den kan ha bidragit till vikingarnas räder i Västeuropa, som var en av deras källor för slavhandeln.

### Sydslaviska slavhandeln via Balkan
Huvudartikel: Slavhandeln på Balkan
En andra slavrutt gick från Balkanhalvön över Medelhavet till Nordafrika och Arabvärlden. Denna började på 600-talet och fortsatte fram till att halvön erövrades av Osmanska riket på 1400-talet. 
Fram till 500- och 600-talet var Balkanhalvön under Bysantinska riket, men splittrades sedan genom en massinvandring av slaver, avarer och andra folkslag. Dessa skapade inga fast sammanhållna stater med centralmakt, vilket gjorde situationen permanent politiskt splittrad. Slaver och andra folkslag utförde ständigt krigsräder mot varandra, under vilka de tillfångatog krigsfångar. 
Eftersom det inte fanns någon centraliserad myndighet som kunde förhandla om deras lösen, blev dessa krigsfångar ofta sålda som slavar till venetianska köpmän vid kusten till Adriatiska havet. Venetianska slavhandlare sålde dessa slavar vidare till Bysantinska riket och den islamiska världen. 
Den venetianska slavhandeln med Balkan hade på 1000-talet bidragit till Venedigs blomstring som handelsmakt.
Den gick via slavhandlare från Venedig till slavmarknaden på Egeiska havet och vidare därifrån till Egypten. 

### Västslaviska slavhandeln via Prag
Huvudartikel: Slavhandeln i Prag
En tredje rutt gick från centrala Europa, med centrum i Prag, över Frankrike till det muslimska al-Andalus på den iberiska halvön. 
Araberna i Kalifatet hänvisade till skogarna i centrala och östra Europa till Bilad as-Saqaliba ("slavlandet"), och slavar importerades till Al-Andalus därifrån via Prag och Verdun, där många av de manliga slavarna kastrerades.
Vikingarna upprätthöll en aktiv handel med hedniska slavar till det kristna Europa. Denna slavhandel var som mest intensiv mellan 800- och 1000-talet.
Slavleden till det kristna Europa gick via hedniska handelsmän längs floden Elbe och vidare därifrån in i det kristna Europa, bland annat Verdun, Koblenz och Arles ned till Medelhavet.
Denna slavled gick även genom Frankrike och fortsatte in i Spanien till det muslimska Al-Andalus. 
Det var en av vikingarnas två slavleder till den muslimska världen: den andra gick österut genom Ryssland till slavhandeln i Bukhara.
Slavhandeln under denna period sägs traditionellt ha varit dominerad av judar, radaniter. Exakt hur vanligt det faktiskt var med judiska slavhandlare i praktiken är okänt, men det uppges att de judiska slavhandlare som faktiskt fanns hade en fördel, då de kunde verka tvärsöver religionsgränserna. Kristna kunde inte äga kristna och muslimer inte äga muslimer, medan judar kunde sälja kristna slavar till muslimer och tvärtom. 
Judar var till skillnad från kristna och muslimer inte förbjudna att utföra kastreringar, och eunucker var extremt populära i den muslimska världen. Judar ska ha utfört kastreringar av eunucker i Verdun och Prag, liksom de ska ha gjort i Egypten, Krim och i Centralasien. 
Verdun var ett centrum för kastrering av slavar som sedan exporterades som eunucker till muslimska Spanien.
Slavarna transporterades från Prag till al-Andalus via Frankrike. Det kristna Europa ogillade försäljning av kristna slavar till muslimer, men hade inte samma ståndpunkt mot att sälja hedniska slavar till muslimer. 
Vita slavar betraktades som lyxvaror i al-andalus, där de kunde säljas för 1000 dinarer.
Slavhandeln med saqaliba genom Frankrike till al-andalus började ebba ut när slaverna blev kristna,  vilket skedde gradvis i slutet av 900-talet och början av 1000-talet. Sedan de blivit kristna betraktades de inte längre som legitima för en kristen stat som Böhmen att förslava och sälja. 
Slavhandeln av saqaliba till al-andalus ut efter Sevillas fall 1248.

### Saracenernas slavhandel
Saracener var under medeltiden inte bara namnet på muslimer i allmänhet, utan även specifikt på muslimska sjörövare. Saracener företog slavräder från Sicilien och Balearerna mot Europas stränder och exporterade fångarna som saqaliba till Mellanöstern.
Aghlabiderna i emiratet Ifriqiya förvärrade en redan dålig situation av sjöröveri av saracener längs Spaniens östkust, och saracener från Ifriqiya utförde allt värre attacker mot bysantinska Syditalien från 817; saracenerna attackerade bland annat Rom 845 och Comacchio 875-876, Bari och Taranto och Montecassino 882-83, och etablerade en bas i Garigliano (882-906), och bildade emiratet Bari (847–871) och emiratet Sicilien (831–1091), som blev baser för slavhandel. 
Under striderna mellan romare och bysantinare i Syditalien utvecklade sig en slavhandel som cirka 850 behärskades av saracenerna: dessa gjorde räder mot kustbefolkningen och tillfångatog italienare som de sålde på marknaden i Nordafrika.
I ett brev från kejsar Ludvig II till kejsar Basilius I anklagas bysantinarna i Neapel för att guida saracenerna i deras attacker på italienarna, ge dem beskydd och underlätta och ibland samarbetade med saracenerna i deras slavhandel med italienare, något även den lombardiska krönikören Erchempert anklagar dem för: bysantinarna torde inte ha medverkat direkt i saracenernas slavhandel, men däremot ibland ha deltagit i deras räder, och inte hindrat dem från att ta med sig deras fångar för att sälja dem som slavar i Nordafrika.
Moriska saracener från Al-Andalus attackerade Marseilles och Arles och etablerade en bas i Fraxinet/La Garde-Freinet-Les Mautes i Camargue (888-972), varifrån de gjorde räder inåt land i Frankrike för att tillfångata slavar de kunde sälja i Maghreb; deras etablering längs kusten underlättades av befolkningens flykt på grund av rädslan att tas som slavar, och frankerna misslyckades med att säkra den franska medelhavskusten; de erövrade även Balearerna 903, och attackerade hela Medelhavet och Sicilien från sin bas.
Saracenerna i Fraxinetum i Provence sålde europeiska slavar till Arabvärlden.
Saracenernas baser i Frankrike hade avlägsnats 972 och Italien 1091, men saracen-piraters aktivitet på Medelhavet fortsatte även efter detta. Både almoravider (1040-1147) och almohader (1121-1269) bevakade Gibraltar och bedrev piratverksamhet mot skepp i Gibraltar och Medelhavet, då överföll skepp för att ta slavar.

## Slavmarknaden
Saqaliba-slavarna användes för en rad ändamål i Mellanöstern.  Män användes till hantverkare, palatsvakter, haremseunucker och framför allt slavsoldater. Kvinnor användes till hushållsslavar och haremskonkubiner.  
Theofanes bekännaren uppger att Muawiya I landsatte en armé på 5 000 Saqaliba-soldater i Syrien år 660, och i al-Andalus blev europeiska eunucker så populära att eunucker en period blev synonymt med Saqāliba.

## Bildgalleri

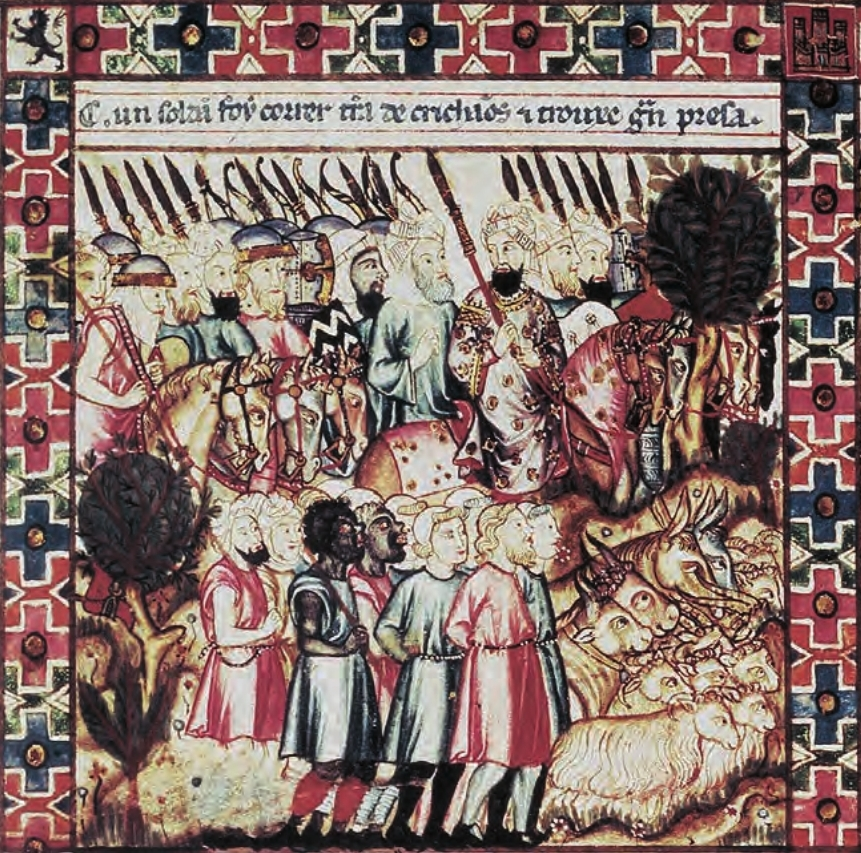
Targ niewolnikow w Kordowie
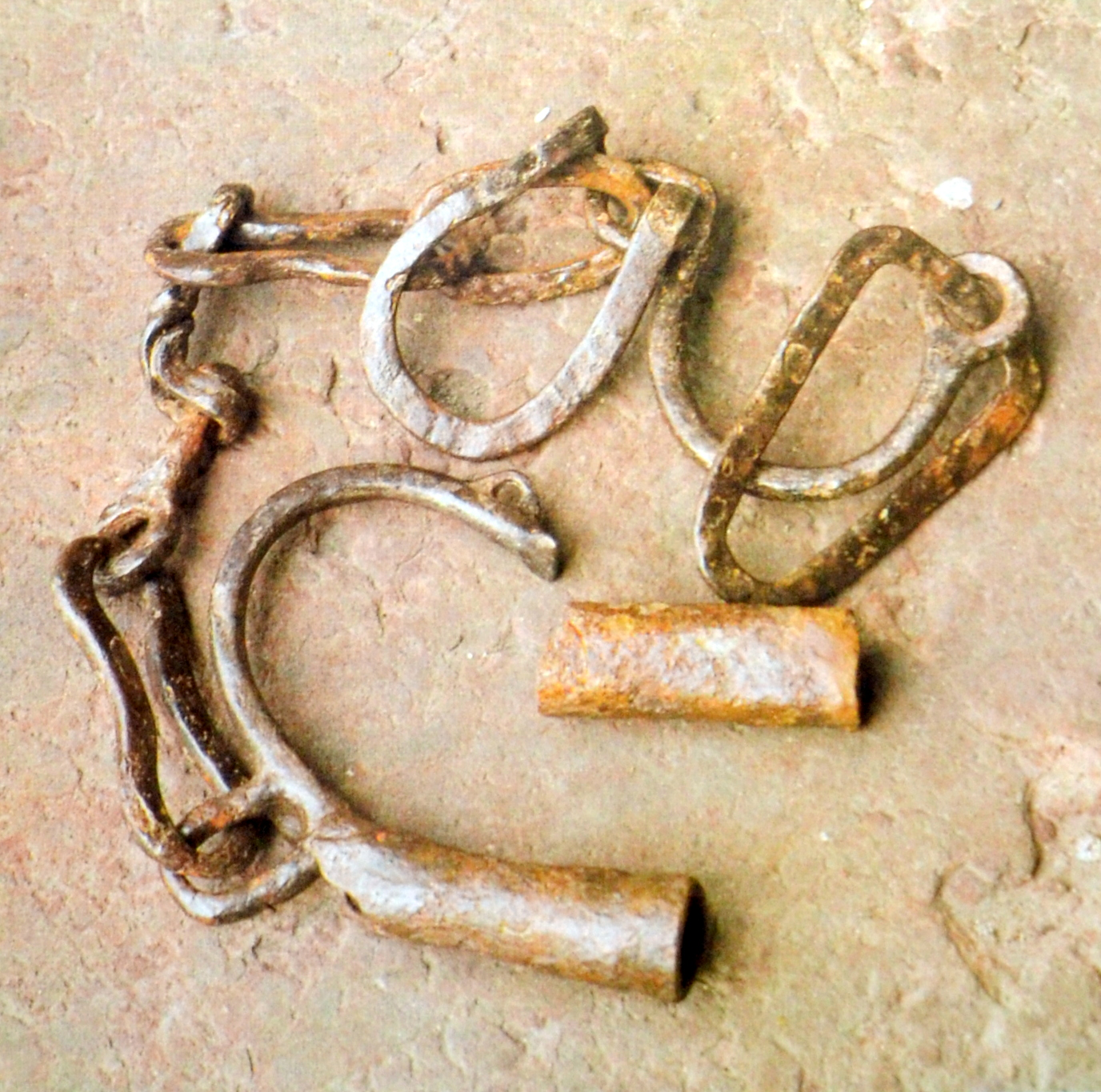
02019 1103 Eiserne Fesseln des 11. und 12. Jahrhunderts, Neu-Niekohr